# جانيت عظيموف
جانيت عظيموف (بالإنجليزية: Janet Asimov)‏‏ (6 أغسطس 1926 - 25 فبراير 2019 ) روائية، وكاتِبة، وطبيبة نفسية، وطبيبة، وكاتبة خيال علمي من الولايات المتحدة.